# Pilar Buira Ferre

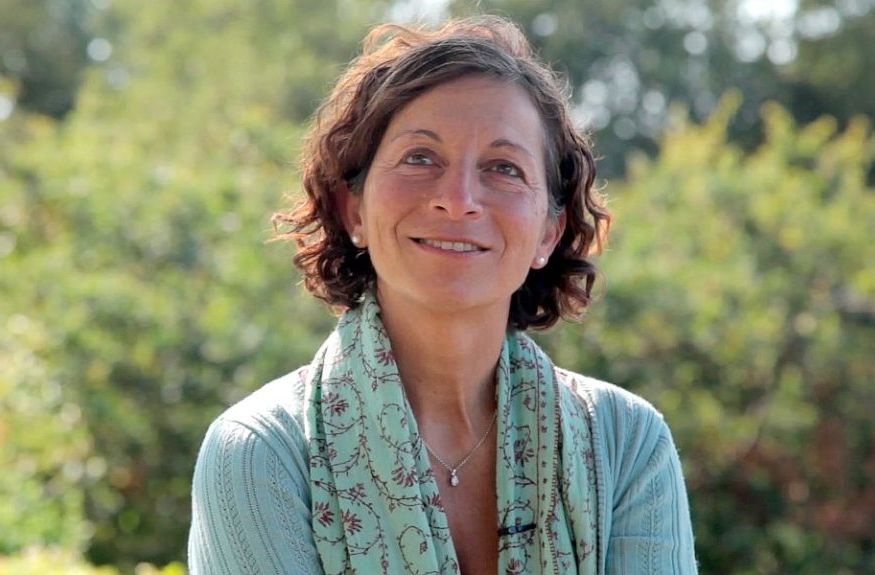
Pilar Buira Ferre, 2017

Pilar Buira Ferre, eigentlich Maria del Pilar Buira Ferre, genannt Pilar (* 2. März 1961 in Lleida, Katalonien) ist eine katalonische Choreografin, Performerin, Tanzpädagogin und Kulturveranstalterin. Sie lebt und arbeitet seit 1986 in Deutschland.

## Familie und Ausbildung
Pilar Buira Ferre ist das zweite von drei Kindern von Juan Buira Cluet († Januar 2020) und seiner Frau Neus Ferre Romeu. Sie wuchs in Lleida, Katalonien, auf, wo sie mit sechs Jahren ihren ersten Ballettunterricht erhielt. Nach dem Besuch von Tanzhochschulen in Cannes, Paris und Brasilien wechselte sie 1986 auf Betreiben von Jean Cébron an die Folkwang-Hochschule Essen und setzte ihr Studium bei Pina Bausch fort. Weitere Lehrer, die ihren künstlerischen Weg prägten, waren Aaron Osborne, Carolyn Carlson, Josef Nadj, Steve Paxton, Maria Fux, Jean Cébron, Hans Züllig, Dominique Mercy, Malou Airaudo und Claude Coldy.
1992 heiratete sie den Arzt Andreas Vogel (geschieden 2013). Sie hat zwei Töchter und vier Enkel.

## Künstlerisches und pädagogisches Wirken
Während und nach der Ausbildung führten Engagements in Tanzkompanien und eigene Produktionen Pilar in viele europäische Länder und nach Argentinien. Von 1990 bis 2003 war sie als Dozentin für Modernen Tanz und Choreografie an der Folkwangschule Essen und von 1996 bis 2003 als Tanzpädagogin und Choreografin bei Theater Total in Bochum tätig. 1999 zog sie mit ihrer Familie auf den Rosenhof in Schwand, Kleines Wiesental (Südschwarzwald) und begann dort unter dem Namen Kulturraum Rosenhof Kammerkonzerte, Kunstausstellungen, Tanz- und Musikperformances sowie Tanzfestivals zu veranstalten.
Seit 2003 arbeitet Pilar als freie Choreografin mit Theater- und Tanzensembles im In- und Ausland und tritt als Tänzerin und Performerin auf.

## Projekte (Auswahl)
- seit 2001 Veranstaltung eines jährlichen internationalen Sommertanzfestivals auf dem Rosenhof, seit 2011 unter dem Namen Tanz-Kultur-Dialog.
- seit 2010 In-Zeit-Sprung – ein siebenmonatiges Tanztheater-Projekt für Frauen und Männer ab 40, das jährlich eine Neuauflage erlebt.
- 2013–2018 Forum.Kunst.Leben 1–4. Kunst- und Tanztheater-Workshop mit abschließender öffentlicher Performance im Werkraum Schöpflin, Lörrach.
- seit 2016 jährliche Urban Performances zum Welttag des Tanzes und Water Performances zum Weltwassertag im Rahmen der Global Water Dances.
- 2018 erschien der 90-minütige Dokumentarfilm IN ZEIT SPRUNG - THE MOVIE, Regie Gabriel Flain, über das Tanztheater-Projekt In-Zeit-Sprung. Film in Englisch und Spanisch mit deutschen Untertiteln.
- 2018 Gründung von Ensemble vis à vie, einer semiprofessionellen Tanztheaterkompanie, deren Mitglieder über 40 sind.
- 2019 Dazwischen – Kunst-Tanzperformance mit Dorotheé Rothbrust (Malerei), Pilar Buira Ferre (Tanz), Geneviève Mégier (Cello)
- 2020 Dance in Lost Places 1–4. Ein Lockdown-Projekt. Pilar und ihre Enkelin Anna Vogel-Buira performen an vier verwunschenen Orten (Videos und Fotos).